# London to Aylesbury Line
London to Aylesbury Line – główna linia kolejowa między Londynem (Marylebone) i Aylesbury, biegnąca przez Chiltern Hills. Jest obsługiwane przez Chiltern Railways. Linia obejmuje trasę, po której pociągi National Rail korzystają z torów należących do Metra londyńskiego. Ten odcinek ma długość 20 mil (całkowita długość linii wynosi 39 mil, oznacza to, że ponad 50% linii jest własnością metra) między Harrow on the Hill i Mantles Wood, na północ od Amersham.